# Linked Together
Linked Together è un cortometraggio muto del 1912 diretto da C. Jay Williams.

## Produzione
Il film fu prodotto dalla Edison Manufacturing Company.

## Distribuzione
Distribuito dalla General Film Company, il film - un cortometraggio di 150 metri - uscì nelle sale cinematografiche degli Stati Uniti il 12 novembre 1912. L'8 febbraio 1913, venne distribuito anche nel Regno Unito.
Nelle proiezioni, veniva programmato con il sistema dello split reel, accorpato in un'unica bobina con un altro cortometraggio prodotto dalla Edison, il documentario Salt Lake City, Utah, and Its Surroundings.